# Église Saint-Jacques de Brno
Pour les articles homonymes, voir Église Saint-Jacques.
L'église Saint-Jacques est un édifice religieux catholique située à Brno, en République tchèque, sur la place Jakubské dans le quartier de Brno-Centre. Cette église gothique du XIIIe siècle fut déclarée monument culturel national, en 1995. L'église abrite le cénotaphe du fameux défenseur de Brno Jean-Louis Raduit de Souches.

## Histoire
Une fois construite, l'église fut dédiée principalement pour la population allemande qui formait un groupe important autour de l'actuelle rue Běhounská. La construction de l'église fut prévue dans une période définie par le gouvernement de Vladislav III de Bohême, entre les années 1201-1222.

La construction de la tour de l'église commença à la fin du XVIe siècle. L'horloge y fut placée en 1592 par A. Gabri, et le casque (?) par Šimon Tauch. Elle fait 92 mètres de hauteur.

Le cimetière, qui se trouvait autour de l'église, fut fermé vers 1784, et disparut peu à peu.

## Galerie photo

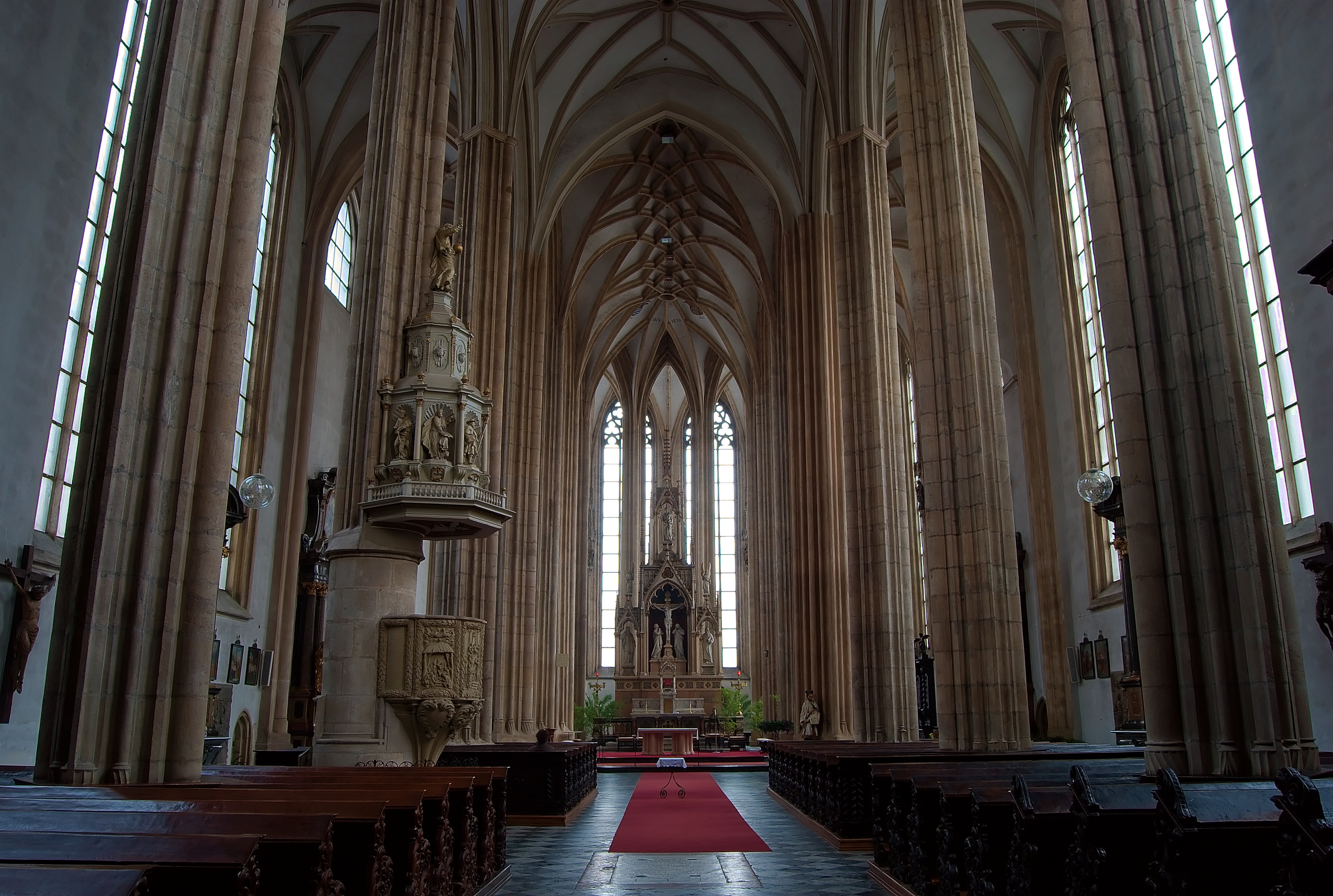
Nef de l'église.
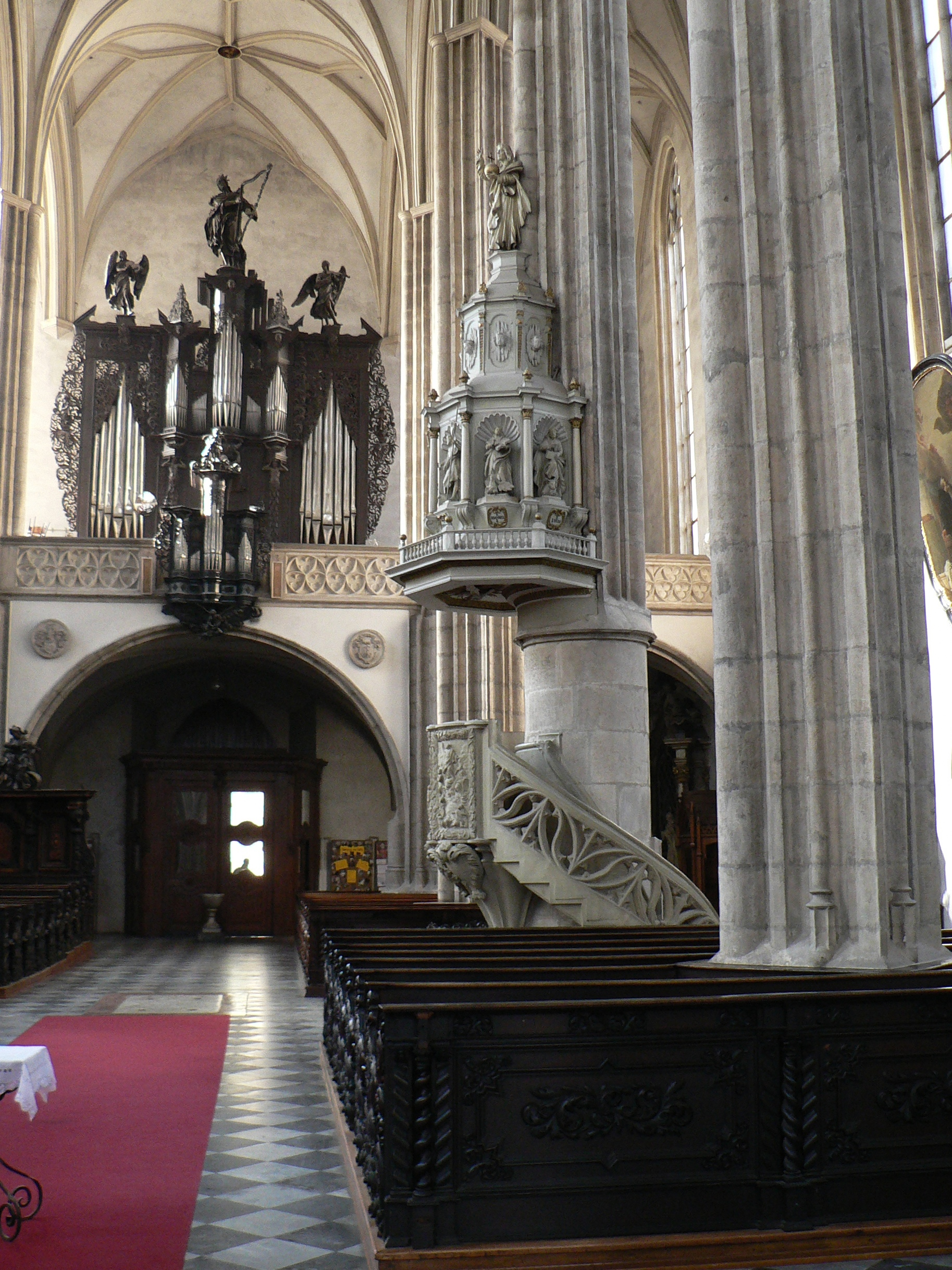
Vue vers l'ouest, au premier plan un escalier gothique.
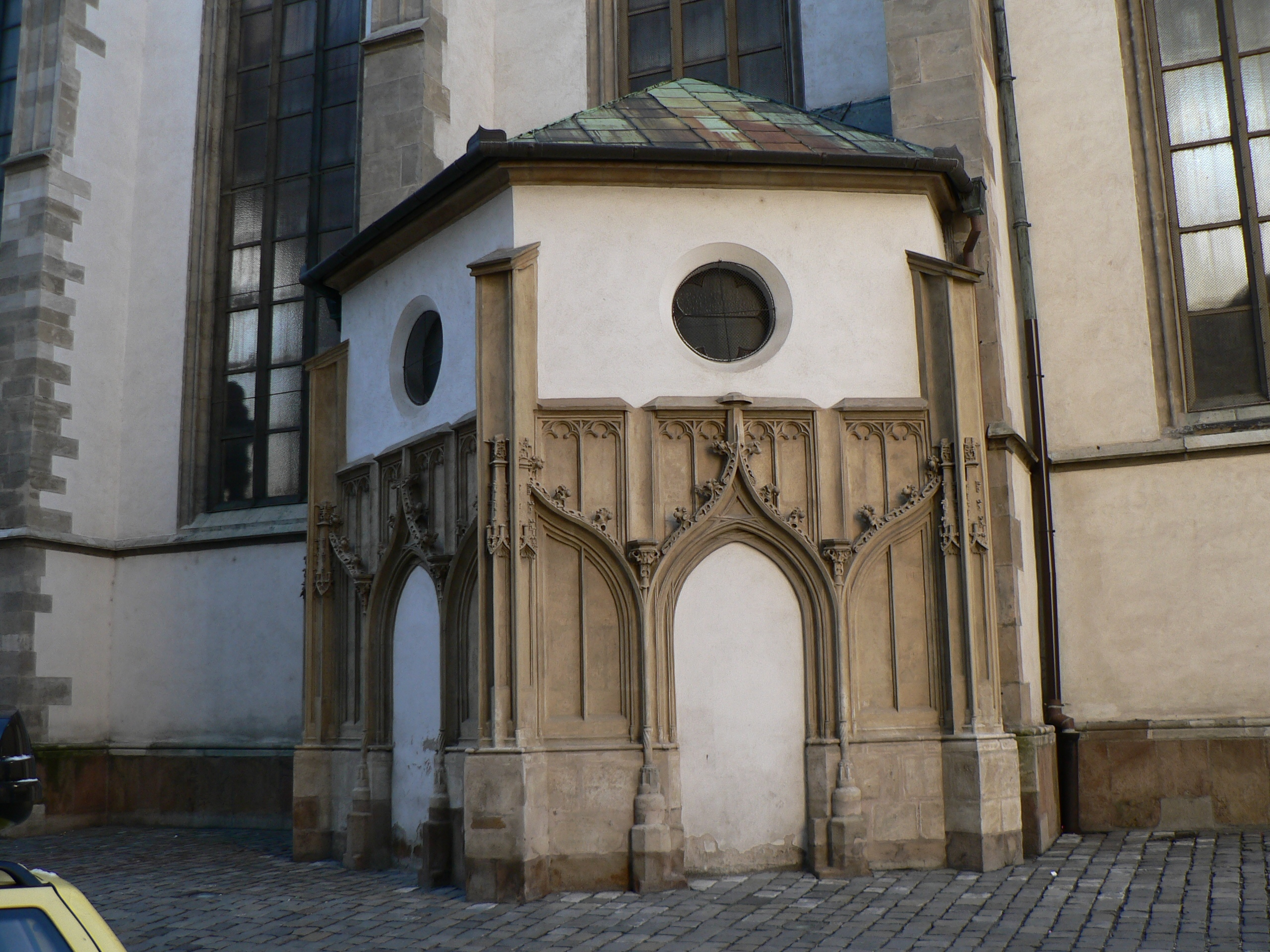
Vestibule Nord
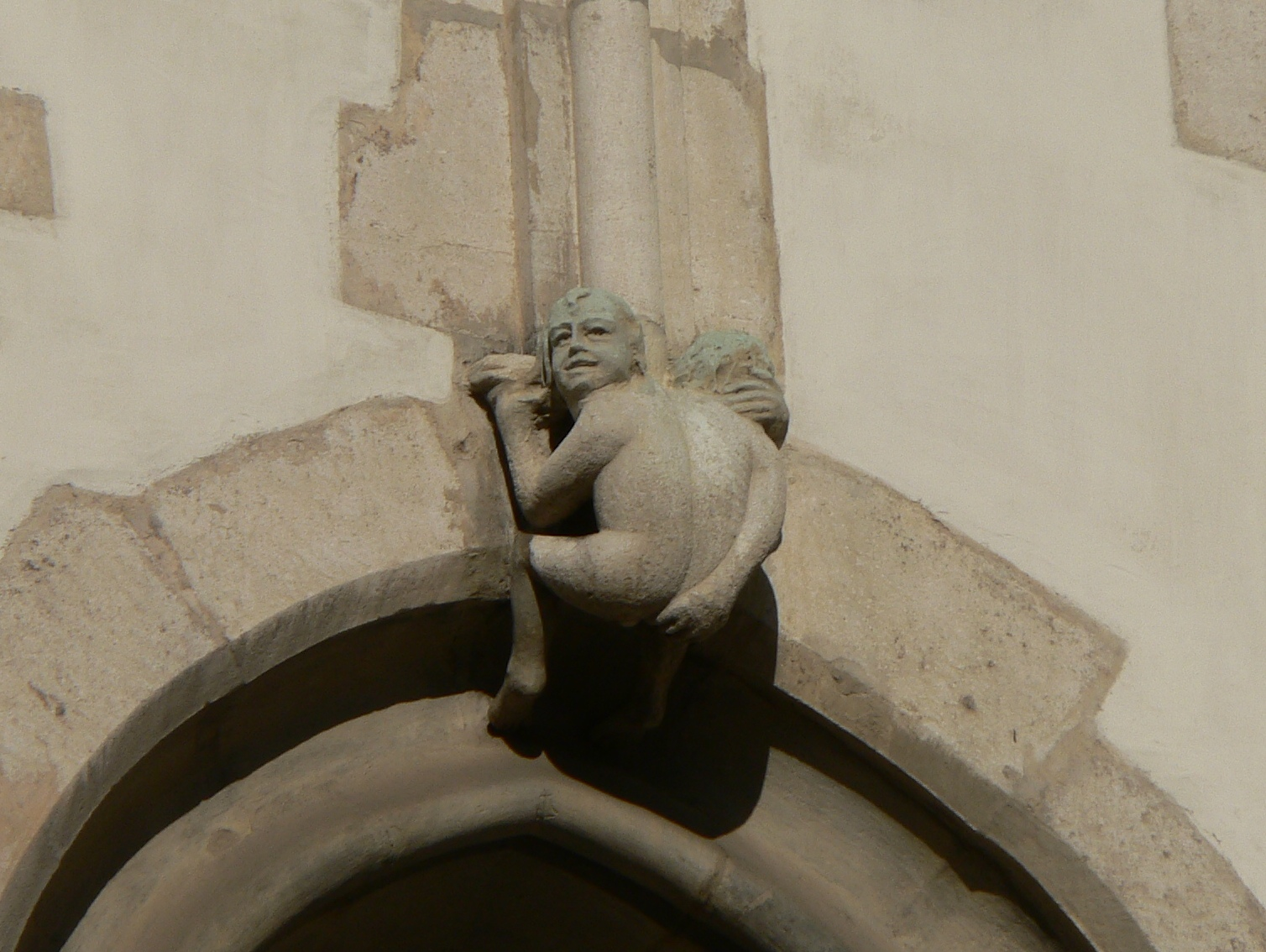
Sculpture appelée Nehaňba sur la façade sud de la tour.
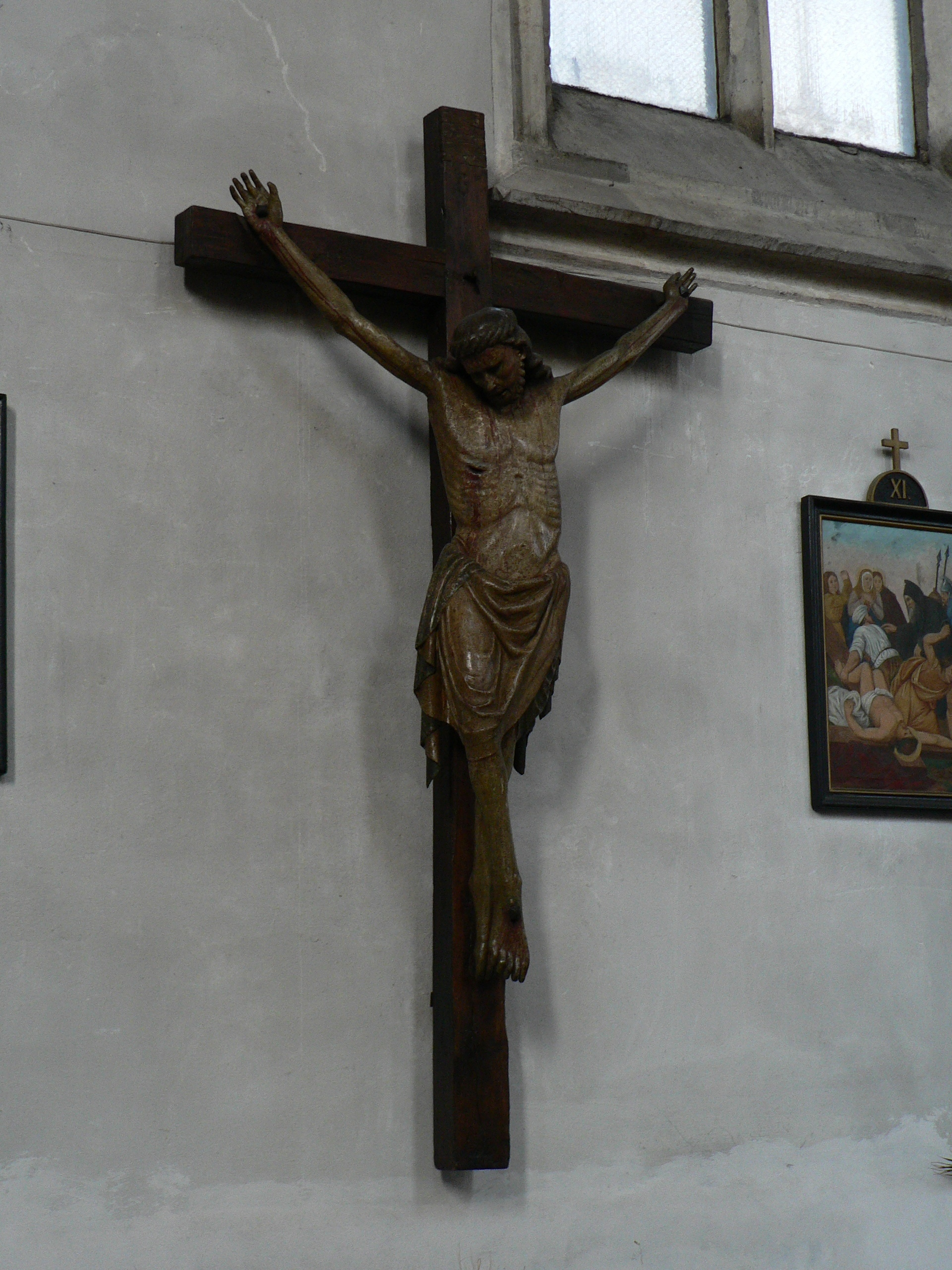
Crucifix (fin du XIIIe siècle)
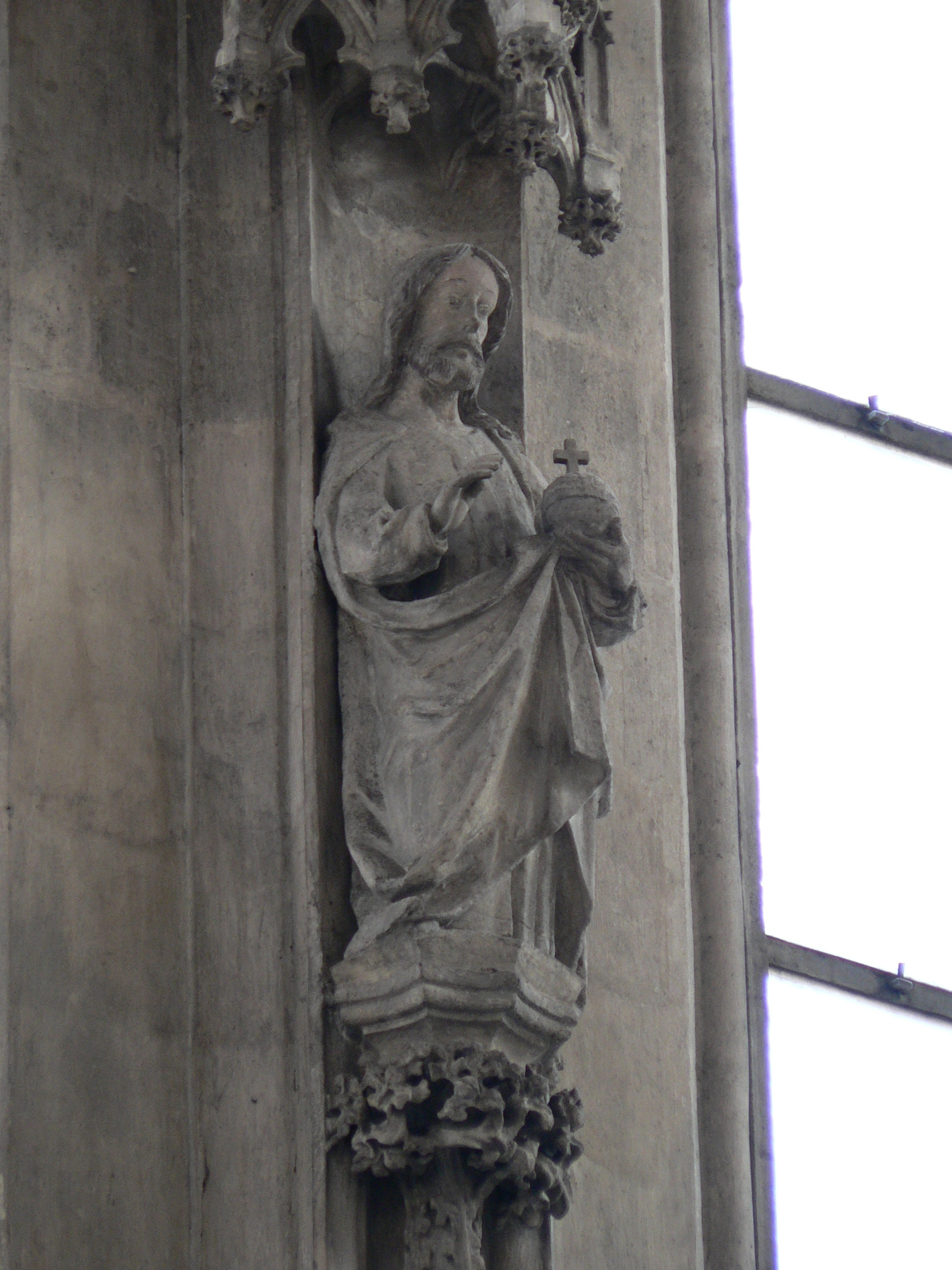
Sculpture Sauveur (moitié du XVe siècle)
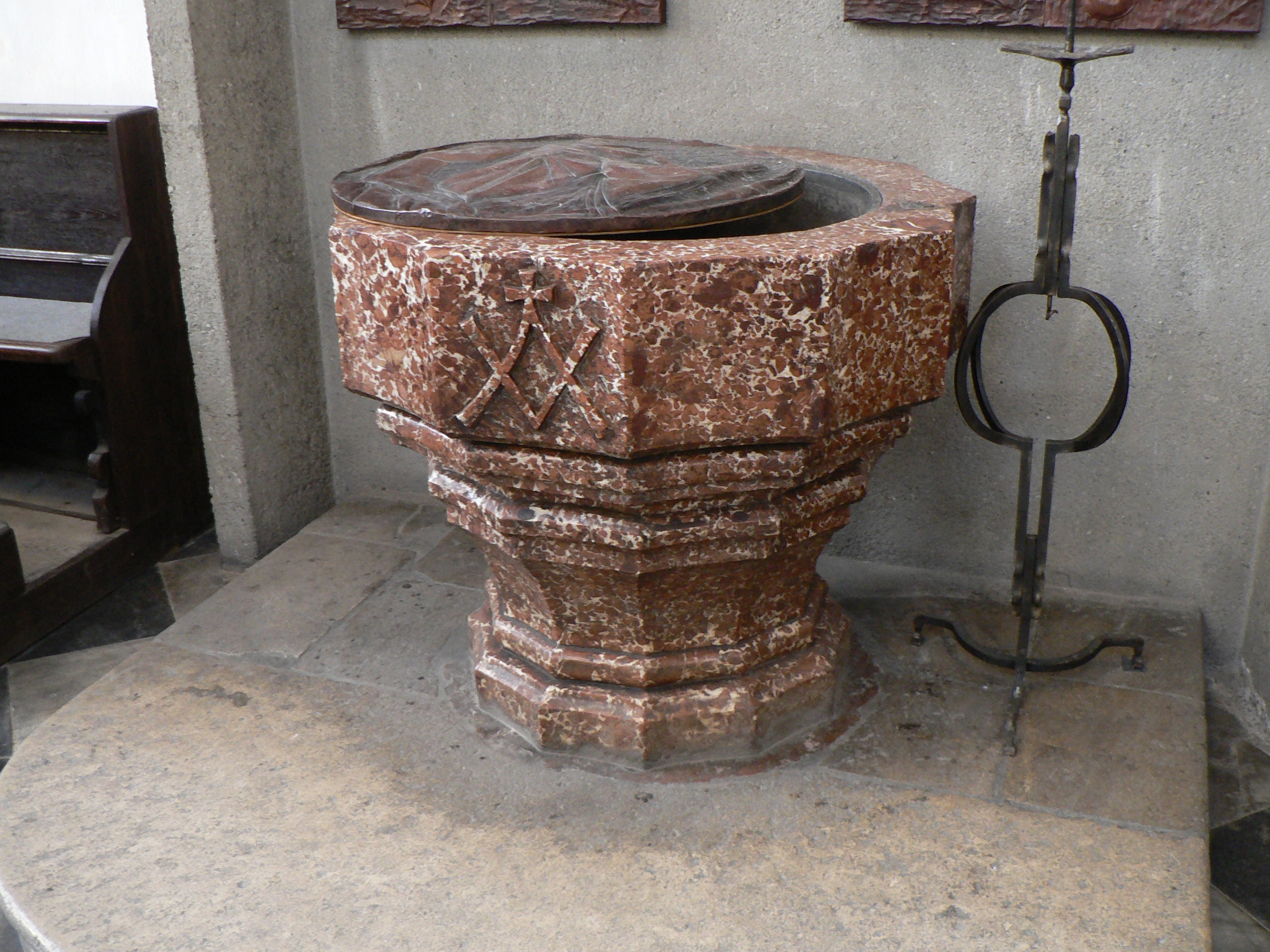
Baptistère gothique en marbre (XVIe siècle)
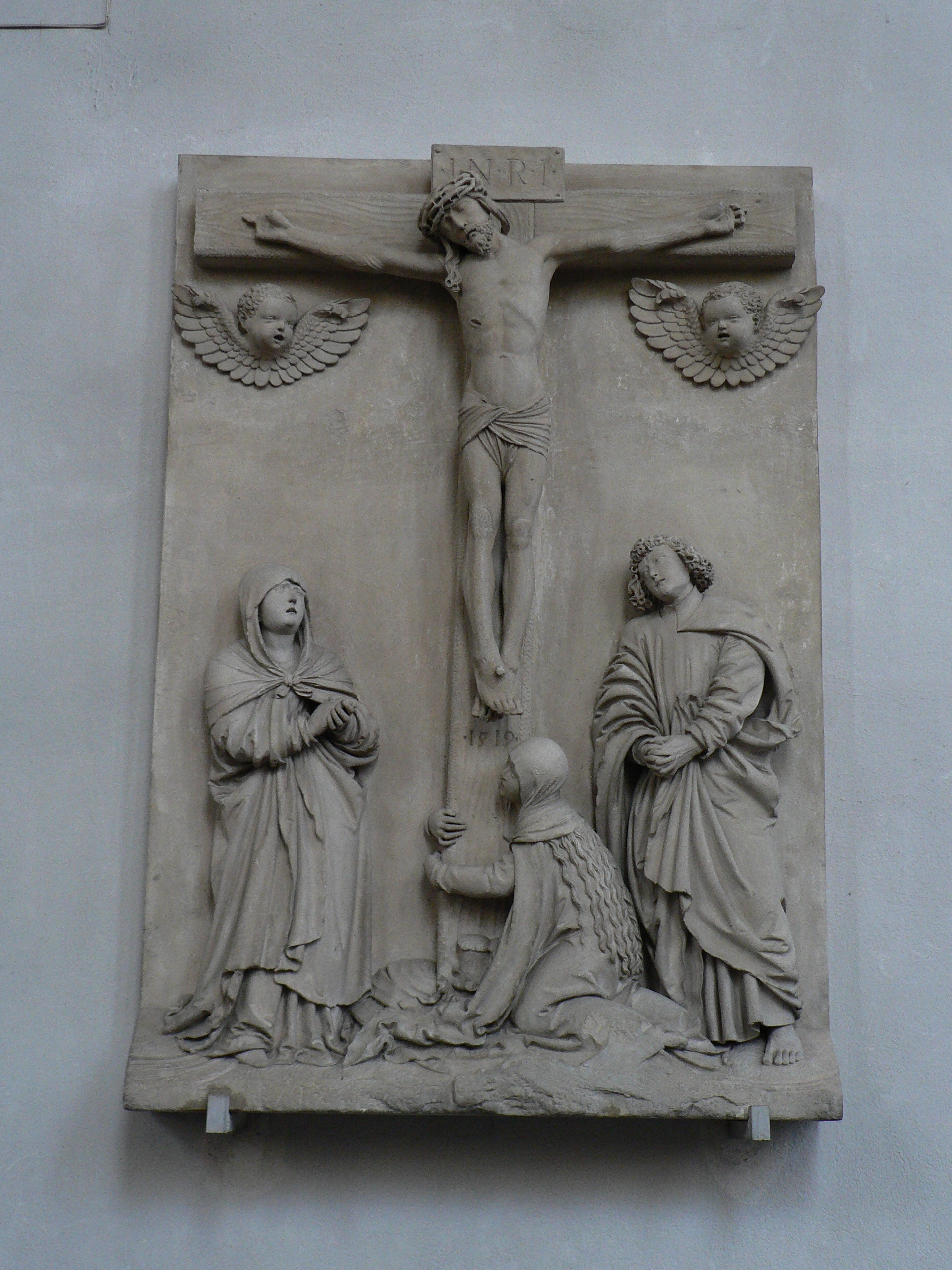
Calvaire Poloplastika (1519)
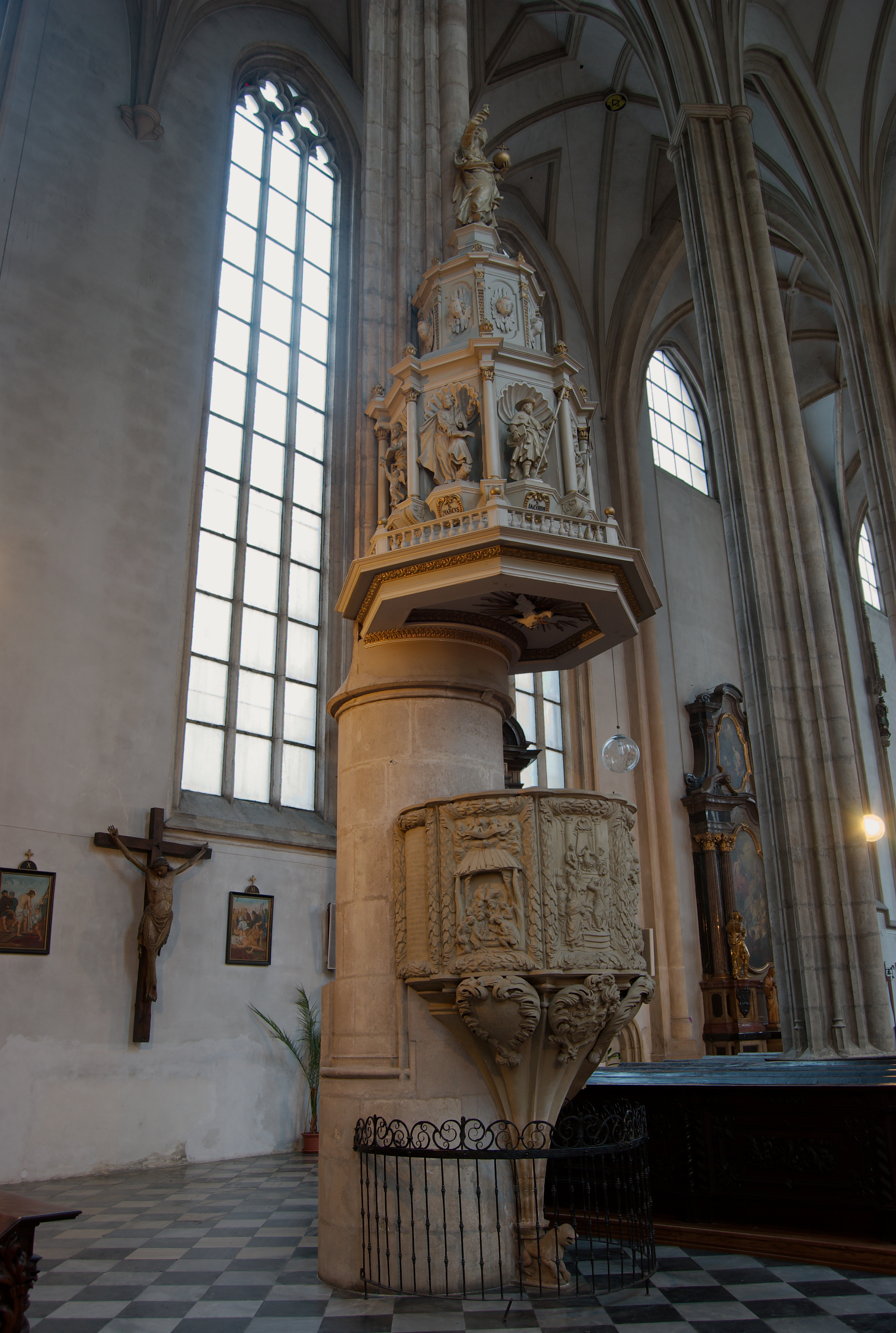
chaire de vérité (1684)
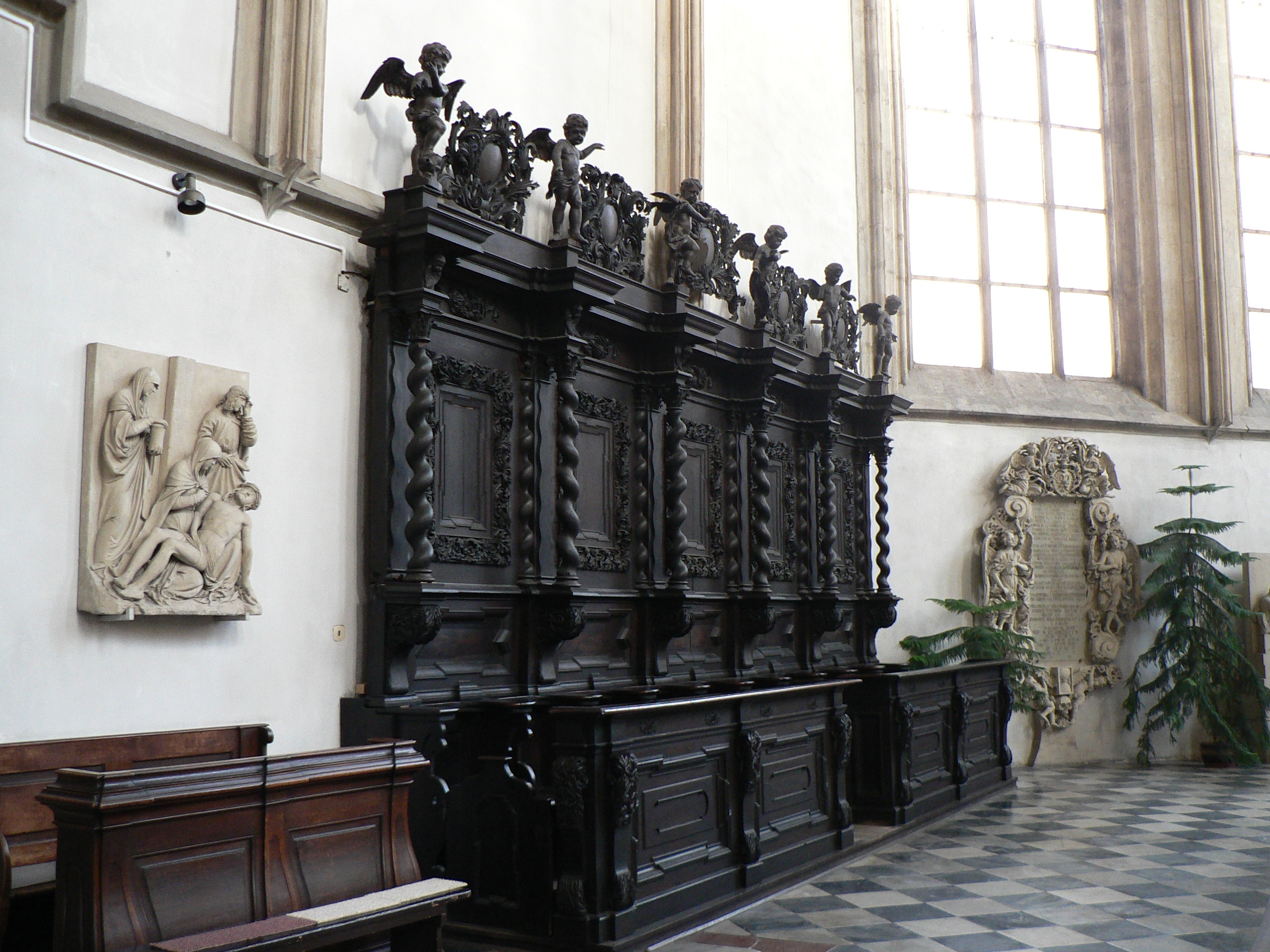
Stalles du chœur (c1700)
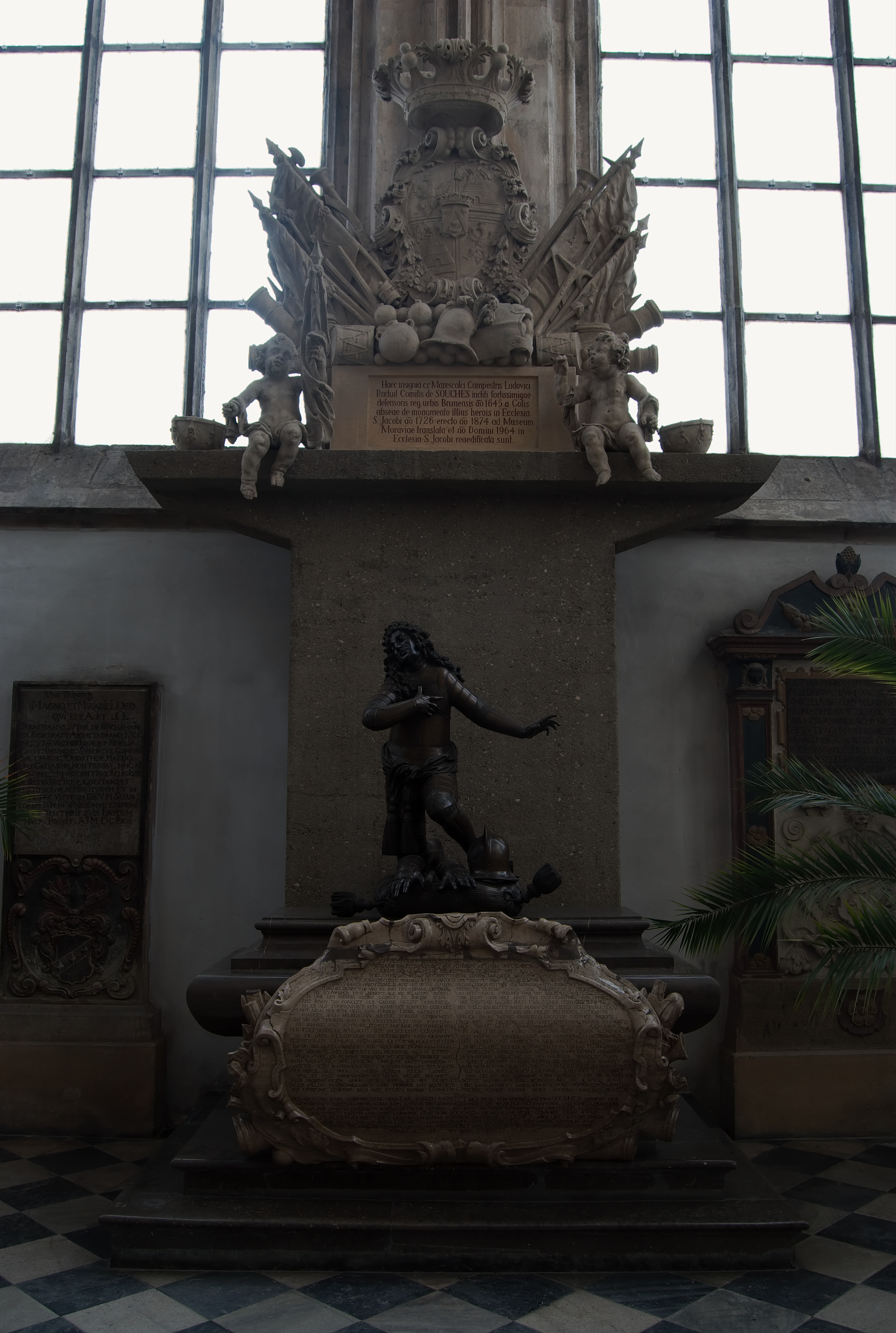
Cénotaphe de Jean-Louis Raduit de Souches (1727)
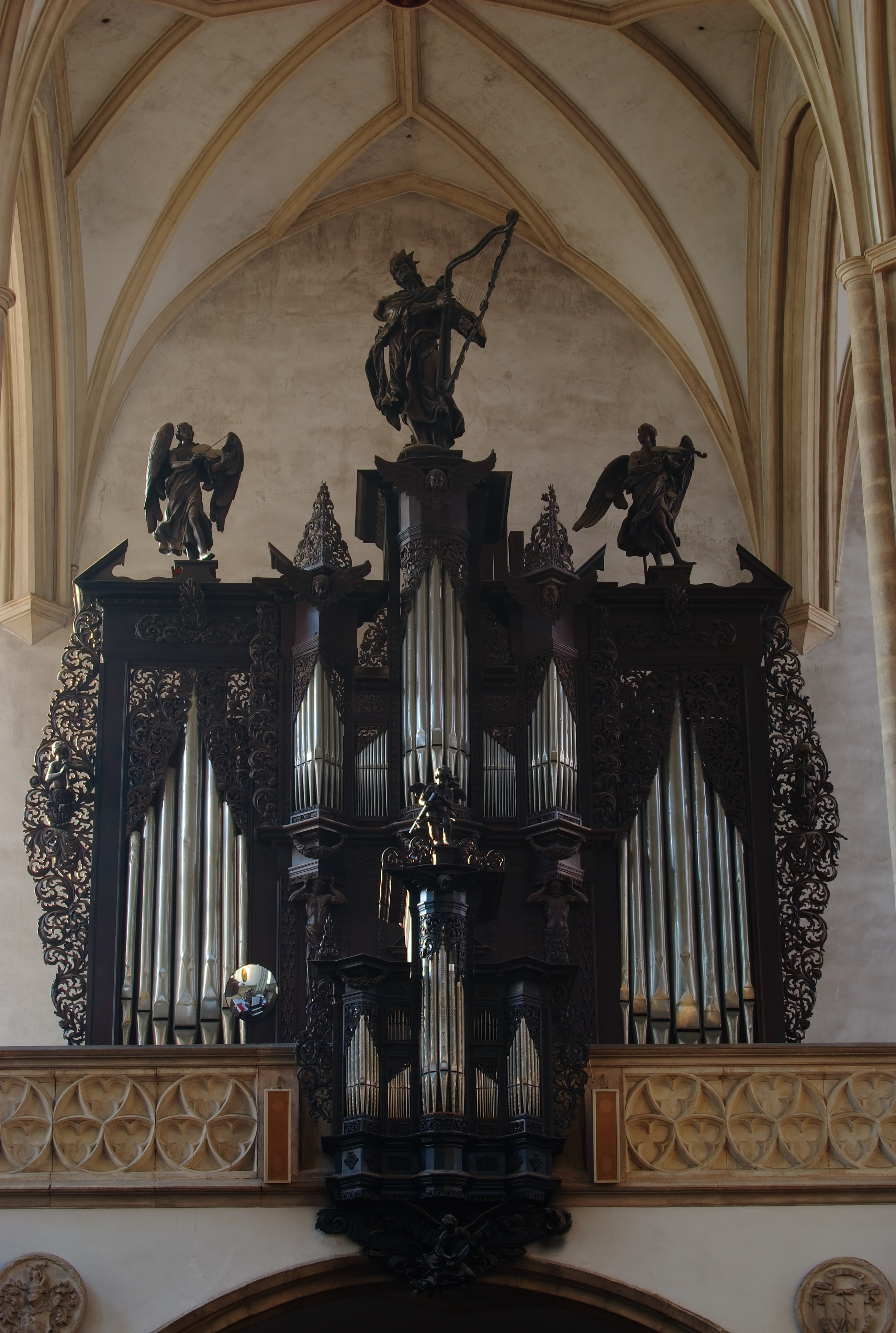
Orgue
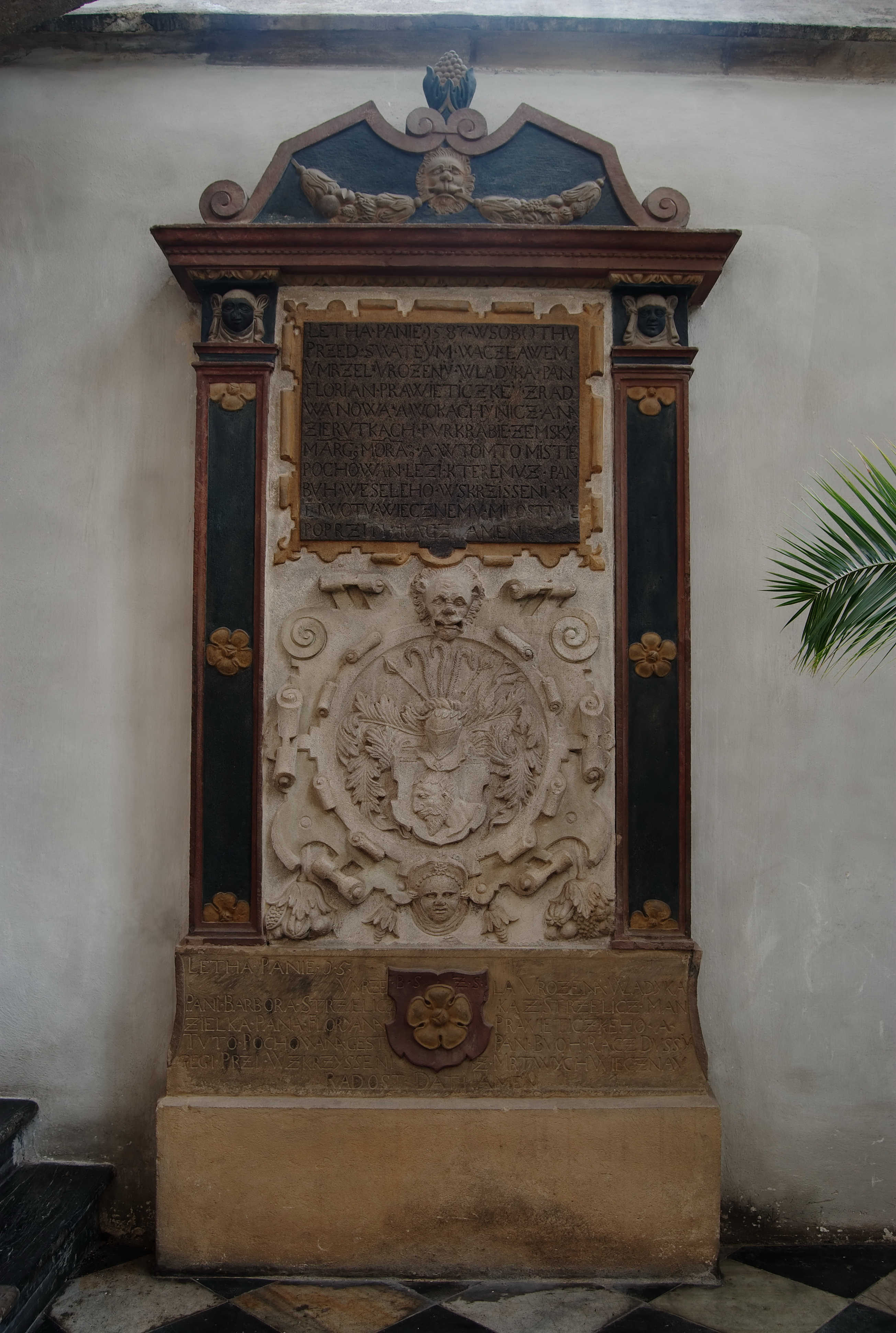
Tombeau de Florian Pravětic et son épouse